# Ralph Budelman
Ralph Neil Budelman (Chicago, 19 aprile 1918 – Palm City, 24 ottobre 2002) è stato un pallanuotista statunitense, che ha partecipato ai Giochi Londra 1948.
Nel 1979, è stato inserito nella USA Water Polo Hall of Fame.